# Mason Gaffney
Mason Gaffney', es un economista estadounidense y crítico destacado de la teoría de la economía neoclásica desde un punto de vista georgista. Fue profesor de Economía en la Universidad de Riverside, California, desde 1976. Gaffney leyó por primera vez la obra maestra de Henry George Progress and Poverty cuando acudía al instituto. Posteriormente, y después de que participó en la Segunda guerra mundial en el frente del sudoeste del Pacífico, obtuvo una licenciatura en Economía en la Universidad de Berkeley, California. Allí, intentó disuadir del escepticismo de sus profesores acerca del georgismo con un discuros titulado "La especulación del suelo como obstáculo para su distribución ideal".

## Carrera
Gaffney fue profesor de Economía en varias universidades; periodista del TIME; investigador de Recursos para el futuro; director del Instituto de la Columbia Británica para el análisis de la economía política, que él fundó; consultor economista para varias empresas y agencias gubernamentales, y comentarista habitual de temas económicos, nacionales y extranjeros, y en campañas políticas.

## Escritos más importantes
Gaffney ha publicado muchos libros y artículos sobre finanzas públicas, uso de la tierra, economía, fiscalidad y política pública. Entre ellos se incluyen (en inglés):
- Gaffney, M. Mason. Conceptos  del vencimiento de las explotaciones forestales y otros activos. (Raleigh: North Carolina State College, 1957).
- Tierra: Artículo especial (de House y la revista Home)
- Gaffney, Mason. Recursos extractivos y fiscalidad: Resultados (Madison: University of Wisconsin Press, 1967) (algunas páginas disponibles en la web del Dr. Gaffney )
- Gaffney, Mason; Departamento de Recursos Naturales de Alaska;  Comité de legislatura provisional de Alaska sobre fiscalidad del Petróleo y Gas y política de arrendamiento. (Oil and gas leasing policy: alternatives for Alaska in 1977: a report. (1977)
- Gaffney, Mason y Harrison, Fred. La corrupción de la economía. (London: Shepheard-Walwyn (Publishers) Ltd., 1994) ISBN 085638162X (cartoné), ISBN 0856381530 (rústica). En este libro, Gaffney muestra como la economía neoclásica fue diseñada y promovida por terratenientes y sus economistas contratados para distraer la atención de la popular teoría de George de que, puesto que la tierra y los recursos son proporcionados por la naturaleza, y su valor es asignado por la sociedad, ellos – con preferencia al trabajo y al capital – deben proporcionar la base fiscal para dotar económicamente al gobierno y a sus necesidades.